# Roger Sandberg
Hans Roger Sandberg (Luleå, 12 giugno 1972) è un allenatore di calcio ed ex calciatore svedese, di ruolo difensore.

## Carriera

### Giocatore
La prima stagione disputata da Sandberg in Allsvenskan è stata nel 1996, quando l'Umeå giocò l'unico campionato della sua storia nella massima serie svedese.
Un'altra parentesi in Allsvenskan è stata quella all'Hammarby, durata dal 1999 al 2001. Proprio nel 2001 la squadra vinse il suo primo scudetto, ma in quell'anno Sandberg poté collezionare solo 8 presenze a inizio stagione prima di infortunarsi alla schiena.

### Allenatore
La sua prima panchina è stata al Gröndal, in quarta serie, nel club dove aveva chiuso la sua carriera da calciatore. Qui ottiene anche due promozioni.
Dopo due anni da assistente al Brommapojkarna è tornato all'Hammarby, dove appunto aveva già militato nelle vesti di giocatore. Nel 2011 inizia come vice di Roger Franzén ma, con l'esonero di quest'ultimo, ad agosto è stato proprio Sandberg ad assumere la guida della squadra fino al termine della stagione. Sandberg è poi tornato ad assumere il ruolo di vice prima del campionato 2012, con l'avvento in panchina dell'americano Gregg Berhalter, ma nel mese di luglio ha scelto di lasciare l'incarico.
Sandberg è capo allenatore al Gefle a partire dalla stagione 2014, dove ha ereditato la panchina lasciata libera dalla partenza di Pelle Olsson, il quale aveva precedentemente guidato il club per 16 anni. È stato esonerato il 2 giugno 2016 con il Gefle distante dalla zona salvezza, avendo collezionato solo 5 punti nelle prime 12 giornate.